# Tren de las Sierras
El Tren de las Sierras es un servicio ferroviario interurbano que atraviesa una zona de características turísticas como es el Valle de Punilla de la provincia argentina de Córdoba. Aunque la actual es una denominación comercial, en sus comienzos el ramal sirvió fundamentalmente como medio de transporte de cargas y pasajeros entre la ciudad de Córdoba y Cruz del Eje. Posteriormente fue incorporado al Ferrocarril General Belgrano como su ramal A1.
Desde 2023, el mismo ofrece servicios entre las estaciones Córdoba y Capilla del Monte.

## Historia
El 27 de agosto del 1888, el gobernador José Echenique mandó al poder legislativo provincial un proyecto de ley para construir un ferrocarril a través del valle de Punilla. El 1 de octubre del 1888, el poder ejecutivo autorizó a contratar a Otto Bemberg y Cía para construir el ferrocarril de Córdoba a Cruz del Eje para el transporte de carga y pasajeros, y explotarlo durante 55 años. 
La construcción del ferrocarril se hace desde Córdoba y Cruz del Eje simultáneamente. El ramal se inaugura en cuatro etapas:
- la primera sección: Córdoba-La Calera, se libra al servicio público el 30 de julio del 1891
- la segunda sección: La Calera-San Roque, se libra al servicio público el 4 de septiembre del 1891
- la tercera sección: San Roque-Cosquín, se libra al servicio público el 7 de marzo del 1892
- la cuarta sección: entre Cruz del Eje y Carreras de Pum-Pum, se libra al servicio público el 10 de agosto del 1891; y entre Cosquín y Carreras de Pum-Pum, se libra al servicio público el 2 de julio del 1892.

Por lo cual se considera que el ramal completo se inauguró el 2 de julio de 1892.
Su apogeo —hasta el presente— se dio a mediados de los 1960s cuando este ramal llevaba a gran cantidad de habitantes del Valle de Punilla, así como a turistas provenientes de las ciudades de Córdoba, Buenos Aires y Rosario por módicos precios —incluyendo servicios de comida a bordo— en formaciones tipo coche motor. En 1977 este servicio de trenes dejó de funcionar. Con la reestructuración de la red ferroviaria argentina llevada adelante por el gobierno de Carlos Menem, centrada en la liquidación de la estatal Ferrocarriles Argentinos, el ramal A-1 del Ferrocarril Belgrano fue transferido a la provincia de Córdoba, cuyo gobierno de entonces se declaró "incapaz de financiar al servicio".
En 1993 el Grupo Alcázar, una sociedad de capitales cordobeses que explotaba el zoológico de la ciudad de Córdoba y el Autódromo Óscar Cabalén, ubicado en el camino a Alta Gracia, pidió y obtuvo la concesión para operarlo como tren turístico. Durante siete años la empresa operó el servicio entre la capital cordobesa y Capilla del Monte, unos 100 km, pero en el 2001 dejó de circular a raíz de ciertos inconvenientes judiciales.
Años después la concesión fue cancelada por el gobierno cordobés —según el decreto 1274, de octubre de 2004— "por culpa del concesionario de la explotación del Ramal A-1 del ex Ferrocarril Belgrano, concedida a la Empresa Ferrocarril Córdoba Central SA". Fue el Ente Regulador de Servicios Públicos (ERSEp) de Córdoba quien aconsejó al Poder Ejecutivo declarar la rescisión por causas imputables al concesionario, ya que el servicio de pasajeros estaba suspendido desde mayo de 2001. El organismo fundó su recomendación señalando que constató que el estado del ramal "desvirtuaba el objeto principal del contrato de concesión, cual era la rehabilitación y refuncionalización del Ramal A-1".
En 2007 la provincia revirtió el manejo del ramal al gobierno nacional, en el marco de un plan de reactivación a través de una nueva concesión. El 10 de agosto de 2007 se llevó a cabo la reinauguración de una parte del ramal, precisamente el trayecto Rodríguez del Busto-La Calera, reimplantándose el servicio de pasajeros. Fue designada operadora la empresa Ferrocentral, consorcio entre las también concesionarias Nuevo Central Argentino (NCA) y Ferrovías que tiene a su cargo la corrida de servicios de pasajeros entre la porteña estación Retiro y Villa Rosa, en el Norte del Gran Buenos Aires.
En una primera fase experimental el recorrido se cumple en un tiempo estimado de 40 minutos, con tres duplas de tipo diésel-eléctricas de origen portugués con capacidad para 120 pasajeros por formación. Las unidades, marca Alstom y fabricadas en 1977, fueron adquiridas por el Estado argentino a Comboios de Portugal y modernizadas por la empresa Emepa en sus talleres de Chascomús. Se preveía que para el segundo semestre de 2007 estuviera completo el recorrido hasta la ciudad de Cruz del Eje, rehabilitación que a fines de 2008 no se había hecho efectiva. Testa explicó que "el servicio será rehabilitado por etapas, a medida que se reparen las vías y se incorpore nuevo material rodante comprado recientemente en Portugal".

### 2007 a 2017
Se encuentra rehabilitado un 40 % de su recorrido total. A mediados de agosto de 2007 se puso en funcionamiento la fase experimental, correspondiente a la 1ª Etapa, entre las estaciones Rodríguez del Busto y La Calera.
Para este servicio se incorporaron tres nuevas formaciones con capacidad para 117 pasajeros cada una. Se les realizó reparación y rediseño integral de carrocería y cabina de mando con nuevos elementos de seguridad, colocación de puertas automáticas, butacas ergonómicas e incorporación de baños químicos, para ofrecer un servicio seguro y ecológico al nivel de los exigentes estándares de transporte ferroviario internacional.
El 7 de julio de 2008 se habilitó el tramo La Calera-Cosquín, pasando por uno de sus mayores atractivos naturales, La quebrada de Bamba, en donde se encuentra una estación de ascenso y descenso de pasajeros.
El 22 de junio de 2009 la nueva cabecera de salida del tren era la estación Alta Córdoba, con motivo de la implementación del Ferrourbano, que implicó la rehabilitación del tramo R. del Busto-Alta Córdoba. De esta forma, R. del Busto pasó a ser una simple estación intermedia.
A 2013 el servicio tiene como cabecera la estación Rodríguez del Busto. El acceso a Alta Córdoba está suspendido por conflictos suscitados en las villas de emergencia que atraviesa la traza.
Desde septiembre de 2013 la empresa estatal Trenes Argentinos se hace cargo de estos servicios.
El 16 de marzo de 2015 se reactivó nuevamente el tramo entre Rodríguez del Busto y Alta Córdoba. En ese año, las formaciones Alstom comenzaron a ser reemplazadas por los cochemotores Alerce de la firma EMEPA
En febrero de 2017, el recorrido entre Alta Córdoba y Rodríguez del Busto fue nuevamente suspendido.

### 2018 a 2023
En mayo de 2018, el servicio volvió a recorrer su trayecto original (Alta Córdoba - Cosquín).
En diciembre de 2019, volvió a llegar a la Estación Mitre. En agosto del 2021, volvió a llegar a Casa Grande y Valle Hermoso.
En 2022 se anunciaron obras para extender su recorrido hacia las localidades de La Cumbre y Capilla del Monte Luego de concluidas las obras quedó confirmada la fecha del 13 de noviembre de 2023 para la denominada "marcha blanca", quedando operativo el servicio a partir del 16 de noviembre.
A mediados de 2023, las autoridades del ministerio de transporte y de Trenes Argentinos se comprometieron a hacer llegar el servicio a la estación cabecera del ramal, Cruz del Eje.

## Flota
Cuenta con dos tipos de cochemotor, los Alstom y los Emepa Alerce que entre estos dos forma una flota de 16 cochemotores. 
Alstom: Cuenta con un total de 5 unidades que están fuera de servicio (9601, 9602, 9609 y 9614). Una dupla, la 9622, que fue cedida para la operativa de un servicio turístico entre las estaciones Mercedes y Tomás Jofré, del Ramal G del Ferrocarril Belgrano.
Emepa Alerce: Cuenta con un total de 11 unidades (2601, 2602, 2607, 2608, 2609, 2610, 2612, 2613, 2615, 2618, 2620).

## Imágenes

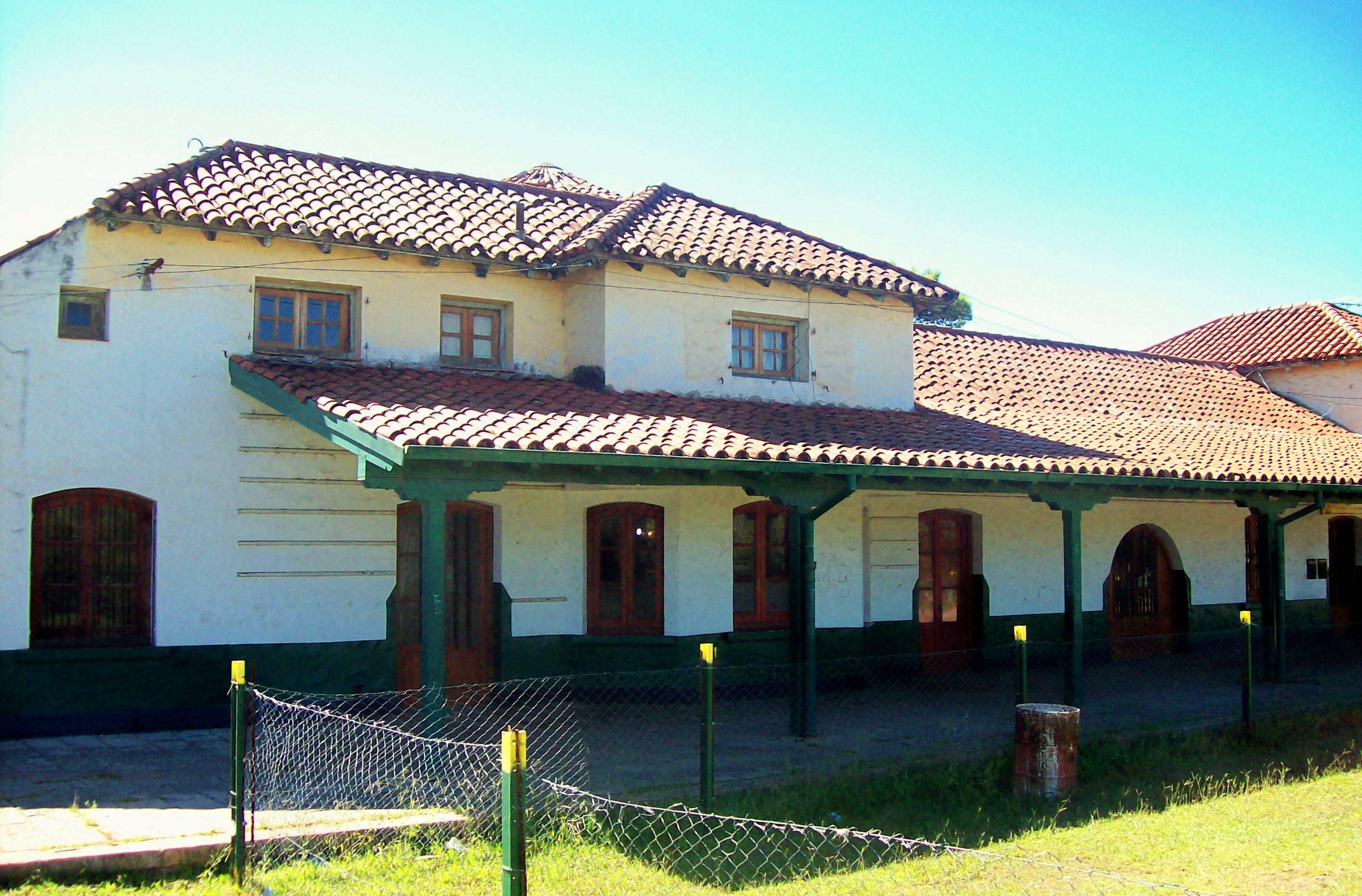
Estación de Valle Hermoso, museo y centro cultural (fue trasladado). Desde el 9 de agosto de 2021 es una de las cabeceras del servicio del Tren de las Sierras.
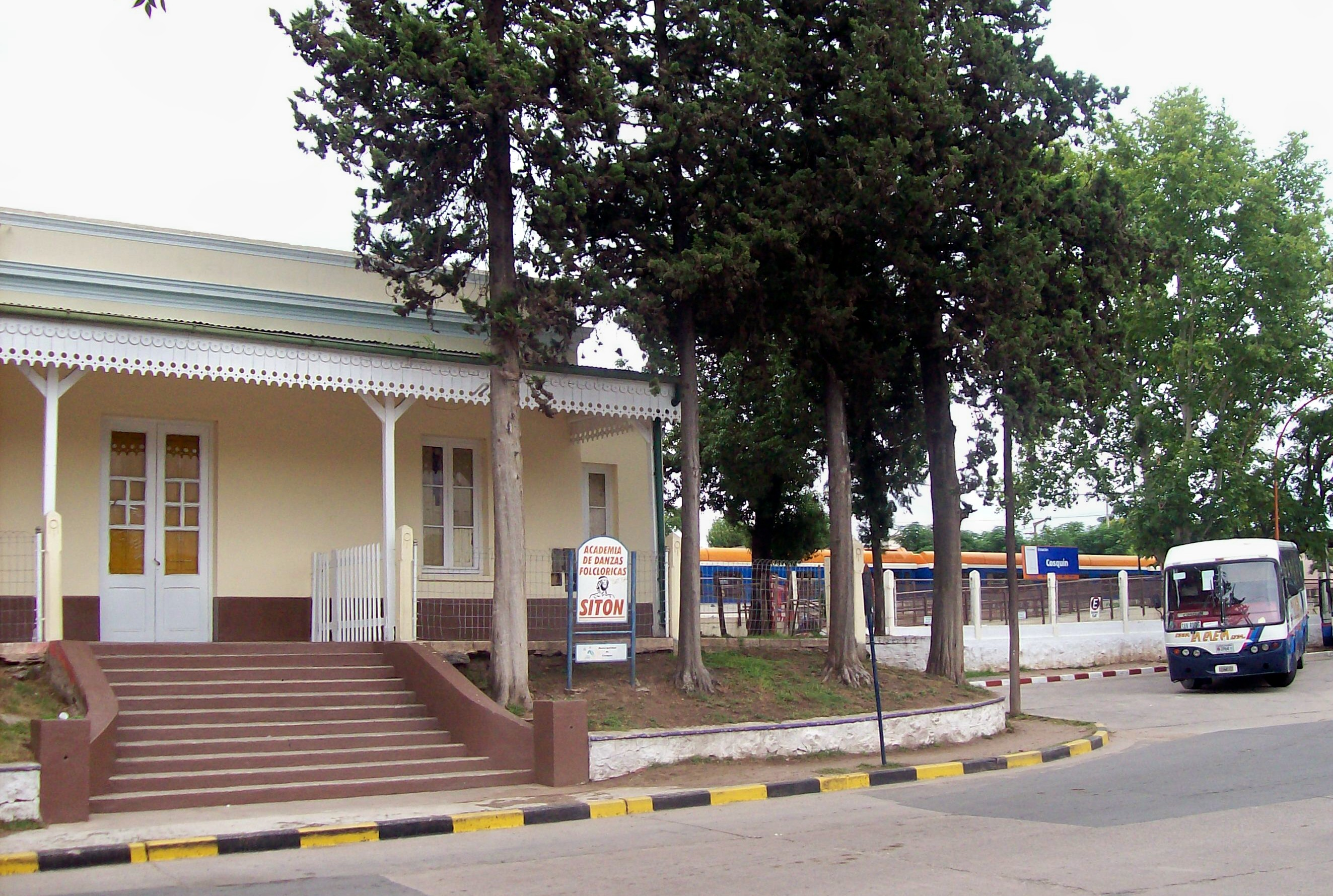
Estación Cosquín.
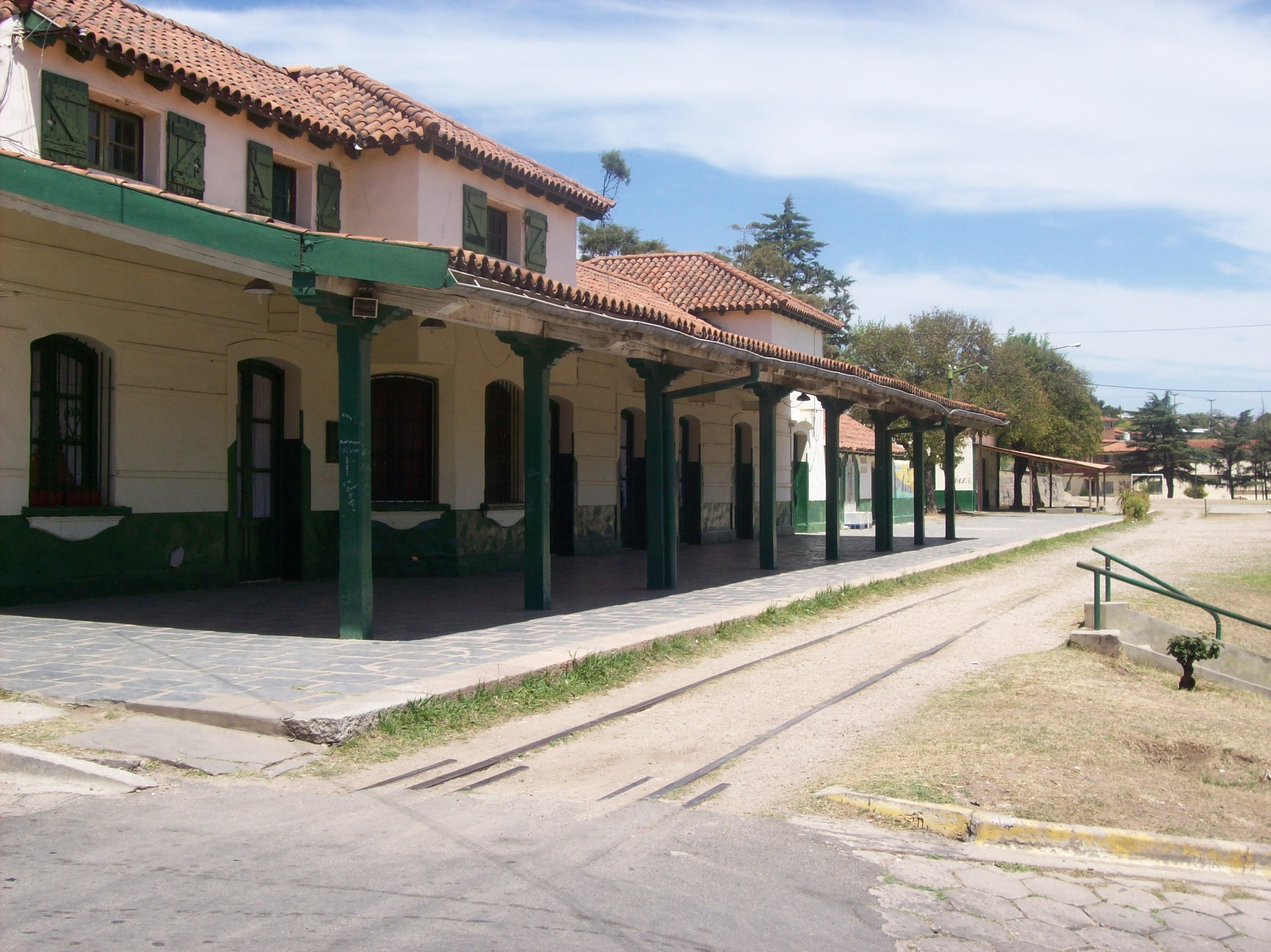
Estado de la estación La Falda en octubre de 2009.